# Krími Autonóm Köztársaság

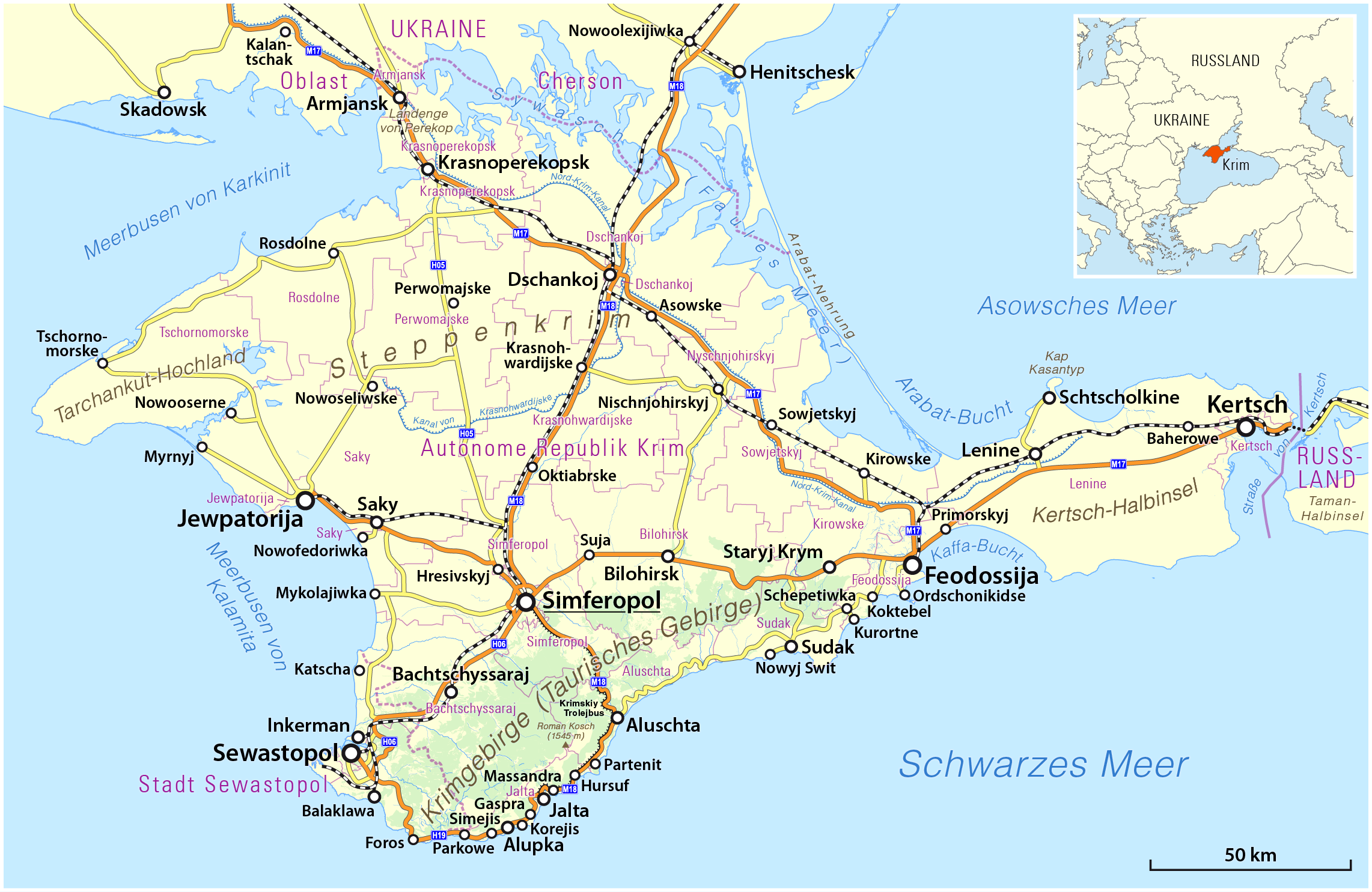

A Krími Autonóm Köztársaság (ukránul: Автономна Республіка Крим [Avtonomna Reszpublika Krim], krími tatárul: Qırım Muhtar Cumhuriyeti, oroszul: Автономная Республика Крым [Avtonomnaja Reszpublika Krim]) közigazgatási egység Ukrajna déli részén, a Krím félszigeten. Székhelye Szimferopol. Területe 26 ezer km², lakossága 1,9 millió fő.
A félszigeten 1921-ben alakult meg a Krími Autonóm Szovjet Szocialista Köztársaság (Крымская АССР, Krimszkaja ASZSZR), mely az Oroszországi Szovjet Szövetségi Szocialista Köztársasághoz tartozott. 1946-ban megszüntették autonómiáját és Krími területté (Крымская область, Krimszkaja oblaszty) alakult, majd 1954-ben az Ukrán Szovjet Szocialista Köztársasághoz csatolták. 1991-től autonóm köztársaság Ukrajnában.

## Földrajza
A Krími Autonóm Köztársaság a Krím félszigeten található, partjait nyugaton és délen a Fekete-tenger, keleten az Azovi-tenger mossa. Északon a Perekopi-földszorossal kapcsolódik a szárazföldhöz, ahol a Herszoni területtel határos.
Domborzatformáira a síkság és a hegyvidék jellemző. A félsziget déli részén található a Krími-hegység, tőle szakra az Észak-krími-alföld helyezkedik el.

## Népesség
A 2001-es népszámlálási adatok alapján a Krími Autonóm Köztársaság területén 125 nép és nemzetiség élt. A lakosság 58%-a orosz, 24%-a ukrán és 12%-a krími tatár.

## Államszervezet
Államformája elnöki autonóm köztársaság, élén az elnök áll. A kormányt a parlament választja 4 évre.
Hivatalos nyelv az ukrán és az orosz.

## Története
A Krím félsziget ókori neve görögül Ταυρις, Ταυριδα, Taurisz, Taurida, latinul Chersonesus Taurica volt. Már az i. e. 6. században görög gyarmatosításnak volt színhelye; itt alapították a görögök Pantikapaiont (ma: Kercs) és Theodosziát (középkorban: Kaffa, ma: Feodoszija). Pantikapaion később külön állammá nőtte ki magát és Boszporosz néven hatalmát csaknem az egész Kherszonészoszra kiterjesztette. Ez államot meghódította Mithridatész, akinek legyőzetésével a római birodalomhoz került. Mint a Bizánci Birodalom része, Gótia thémát alkotta, 375-ben a gótokat a hunok győzték le. Későbben a félsziget felváltva a magyarok, kazárok, besenyők és kunok hatalmába került.
A kunokat 1237-ben a tatárok űzték el, és Krímet 1441-ig a Kipcsak Kánság alkotó részévé tették. Ugyanezen időben a genovaiak számos gyarmatot alapítottak rajta, amelyek közt Kaffa tett szert a legnagyobb gazdagságra. 1441-ben a Krími Tatár Kánságnak vált jelentékeny részévé. 1475-ben II. Mohamed ezt török fennhatóság alá vetette. Az oroszok már Nagy Péter cár uralma alatt támadni kezdték a Krím félszigetet, és az Oszmán Birodalom az 1774-es kücsük-kajnardzsi békében a Krím függetlenségébe beleegyezni kényszerült. De a félsziget a függetlenségét csak rövid ideig élvezhette. 1783-ban Sagin-Girej, az utolsó tatár kán birtokáról évdíj fejében az oroszok javára lemondott. A Krím félszigeten találkozott II. József császár és király 1787-ben II. Katalin cárnővel, akivel szövetséget kötött a törökök ellen, és ez alkalommal mutatta Patyomkin az általa alapított falvakat.
1854–55-ben a Krím volt a színhelye a krími háborúnak.

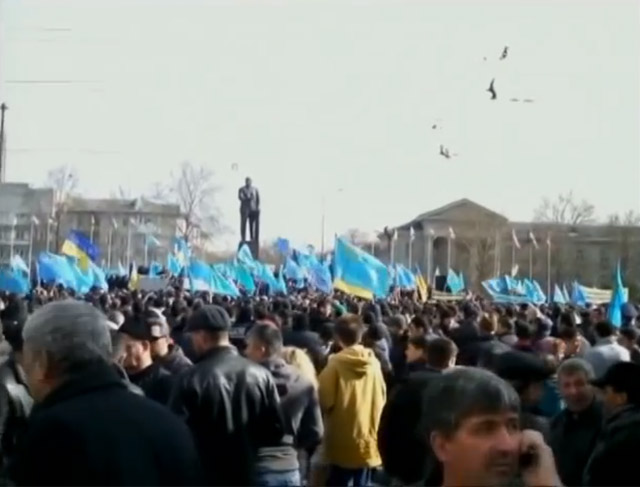
Ukrajna melletti szimpátiatüntetés Szimferopolban. A demonstrálók a krími tatárok nemzeti lobogóit lengetik (2014. február)

Az orosz polgárháborúban a fehér hadsereg ellenőrizte a területet. A vörösök 1921-ben foglalták el. A félsziget autonóm szovjet szocialista köztársaság (ASZSZK) lett az Oroszországi SZSZSZK részeként. 1941-ben a németek elfoglalták. 1944. május 18-án vonult be a szovjet hadsereg és foglalta vissza a félszigetet.
1945. február 4–11. között a Krím félszigeten, Jaltában rendezték a szövetséges nagyhatalmak vezetői közötti találkozót, a jaltai (esetenként krími) konferenciának nevezett tanácskozást.
A Krímet 1946-ban megfosztották autonómiájától, átszervezték Krími területté, majd 1954-ben átcsatolták az Ukrán SZSZK-hoz. Csak Ukrajna függetlenné válása után, 1991-ben lett (ismét) autonóm köztársaság.
2014-ben Kijevben megbuktatták az oroszbarát Viktor Janukovicsot, ám az ukrajnai orosz kisebbség máig nem ismeri el az új vezetést. A kijevi megmozdulásokat követően a keleti területeken és a Krímben folytatódott a krízis, és előbb Szevasztopol, majd a szimferopoli parlament (március 11.) nyilvánította ki elszakadási szándékát Ukrajnától. Az új államot Krími Köztársaságnak neveznék. Öt nappal a függetlenség kikiáltása után népszavazást tartottak a területen, amelyen a leadott voksok 93%-a az Ukrajnától való elszakadás mellett állt ki. A Krím vezetői azonban nem önálló állam létrehozását tervezik, hanem az Oroszországhoz való csatlakozást. A nyugat-európai államok és az Egyesült Államok korábban már jelezte, hogy a népszavazás végeredményétől függetlenül a népszavazást illegitimnek minősíti, és annak eredményét nem ismeri el.
Március 18-án bejelentették a Krím egyesülését Oroszországgal, amit továbbra sem ismernek el. A helyzet egészen elmérgesedni látszik, kisebb összecsapásokra került sor és halálos áldozatokról érkeztek jelentések.

## Gazdaság
Búzát, kukoricát, árpát, burgonyát, cukorrépát termesztenek. Szarvasmarha- és baromfitenyésztés. Jelentős helyet foglal el a halászat, hajógyártás, élelmiszeripar, vegyipar, gépgyártás.
A gazdaságban fontos szerepet játszik a turizmus.

## Látnivalók
- Voroncov-palota (Alupka)
- Kherszonészosz (krími polisz), „Ukrajna hét csodája” közül az egyik.
- Livágyijai palota
- Mithridát-hegy, Kercs mellett
- Fecskefészek palota, Jalta mellett
- Márványbarlang, a Csatir-Dag-hegyen
- Bahcsiszeráj[5]